# دوميترو مورارو
دوميترو مورارو (بالرومانية: Dumitru Moraru)‏ ، من مواليد 1 مايو 1956 ، لاعب كرة قدم روماني سابق.
لعب مع منتخب رومانيا لكرة القدم.

## روابط خارجية
- دوميترو مورارو على موقع الاتحاد الدولي (مؤرشف)  (الإنجليزية)
- دوميترو مورارو على موقع قاعدة بيانات كرة القدم.إي يو (الإنجليزية)
- دوميترو مورارو على موقع ناشيونال فوتبول تيمز (الإنجليزية)
- دوميترو مورارو على موقع عالم كرة القدم.نت (الإنجليزية)